# Anacampsis timidella
Anacampsis timidella — вид лускокрилих комах з родини виїмчастокрилі молі (Gelechiidae).

## Поширення
Вид поширений в Європі, за винятком Великої Британії, Скандинавії та Балтії. Присутній у фауні України.

## Опис

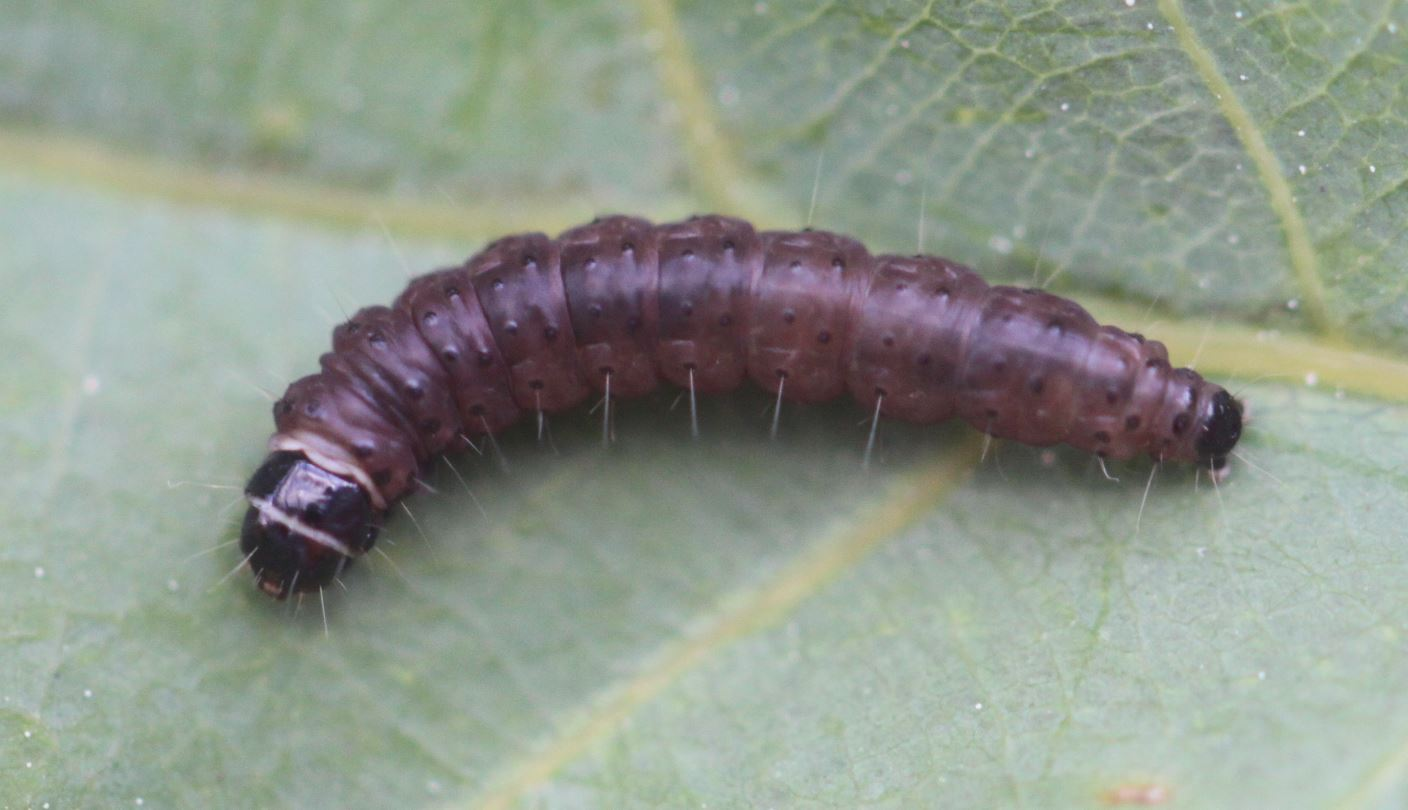
Личинка

Розмах крил метелика 15-17 мм. Передні крила бежевого кольору з фіолетовими вкрапленнями мають характерну світлу пляму приблизно на три чверті довжини переднього краю. У стані спокою можна побачити слабку яскраву поперечну смугу, що йде від плями до заднього краю крила. На передніх крилах видно візерунок із темних дрібних плям. По зовнішньому краю крил також є ряд темних плям. Задні крила також забарвлення в бежевий колір без особливого малюнка.
Довжина личинок близько 12 мм. Вони мають червоно-фіолетове тіло і чорно-коричневу голову.

## Спосіб життя
Личинки живляться листям дуба, головним чином дуба пухнастого (Quercus pubescens). Годуються навесні зсередини згорнутого листа. Заляльковування зазвичай відбувається в мутовці листя в середині травня. Молі вилуплюються приблизно через три тижні.